# Quarterhead
Quarterhead ist ein 2010 gegründetes deutsches Artist-, Songwriting- und Produzentenduo, bestehend aus Josh Tapen (* 28. Juli 1994 als Tapen Josua Skraburski) und Janik Riegert (* 16. August 1993).

## Karriere
Josh Tapen und Janik Riegert lernten sich im Alter von 15 Jahren in ihrer Heimatstadt Wetzlar kennen und gründeten das Projekt „Quarterhead“. Der internationale Durchbruch gelang 2020 mit dem Song “Head Shoulders Knees & Toes” zusammen mit dem französischen DJ-Duo Ofenbach. Der Song erreichte in Frankreich Diamant sowie in 10 weiteren Ländern Gold- und Platinstatus und wurde über 500 Millionen Mal gestreamt. Es folgten Releases und Remixe mit Nelly Furtado, Meghan Trainor, Kygo, Cheat Codes, Hugel, Robin Schulz und Felix Jaehn und Sabrina Carpenter. In den Jahren zuvor arbeiteten Quarterhead als Songwriter, Remixer und Produzenten im Hintergrund für Künstler wie Wincent Weiss, Ofenbach, Alle Farben, Ella Henderson, Max Giesinger, LUM!X, Gabry Ponte, Dubdogz, Gamper & Dadoni, Schiller, Le Shuuk, Prinz Pi, Kayef, Die Lochis, Benjamin Ingrosso und Juan Magan. Aktuell stehen sie Kobalt Music in London unter Vertrag.

## Geschichte
Während der Schulzeit war „Quarterhead“ als akustisches Band-Projekt angelegt. Mit Vocals, Klavier & Gesang und zunächst ohne elektronische Einflüsse.
Um Kontakte in der internationalen Musikbranche zu knüpfen, reisten sie während des Abiturs nach Los Angeles. Nur wenige Monate später wurden sie von den Managern Jan-Simon Wolff und Julien Weiß unter Vertrag genommen. Erste Projekte waren unter anderem der Soundtrack für die weltweite Mercedes-Benz A-Klasse-Kampagne und die musikalische Entwicklung der YouTuber Die Lochis, deren Debüt-Album #Zwilling Platz 1 der deutschen Charts sowie Gold-Status in Deutschland & Österreich erreichte. Es wurde ebenfalls mehrfach für den Echo nominiert.
2016 nahm der Musikverlag Sony/ATV das Duo unter Vertrag. Es folgte ein erster Plattenvertrag bei Virgin Records. 2018 nahm Musikmanager Stefan Dabruck Quarterhead unter Vertrag. Im gleichen Jahr veröffentlichten sie offizielle Remixe für die Grammy-Preisträger Dan + Shay, The Backstreet Boys, Taio Cruz & Hugel, Robin Schulz und Ofenbach.
Quarterhead wirkte an der 2018 veröffentlichten Radiosingle Paradise vom DJ-Duo Ofenbach mit. Der Song erreichte Platz 3 der französischen Radio Charts und nach einigen Monaten Gold-Status in Frankreich. Ende Mai 2019 erschien die Single Comfort Zone von Alle Farben & Quarterhead. Einen Monat darauf folgte das Album Sticker on My Suitcase von Alle Farben, auf dem Quarterhead an den Songs Comfort Zone und Different for Us mitwirkte. Different for Us, die aktuelle Single-Auskopplung von Alle Farben, erreichte die Top 10 der deutschen Radiocharts. Ebenso konnten sich die Titel „Ofenbach – Insane“ und „LUM!X x Mokaby & D.T.E & Gabry Ponte – The Passenger“ in internationalen Radio Charts platzieren.
2024 erreichte der Track "You Will See" über 50 Millionen Streams und wurde von Virgin Records lizenziert.
Wichtige Basis für ihre Arbeit sind das Produktionsstudio im mittelhessischen Hüttenberg bei Wetzlar, sowie Reisen nach Berlin, Stockholm, London, Amsterdam, Los Angeles und Nashville.

## Diskografie

### Singles
- 2016: Like I Do (feat. Jake Reese)
- 2017: Hurts So Good (mit S Y K Ë S)
- 2017: Habits
- 2017: I Can Sleep When I’m Dead
- 2019: Comfort Zone (mit Alle Farben)
- 2019: Hunter (mit Richard Judge)
- 2019: Candy Shop
- 2020: Head Shoulders Knees & Toes (mit Ofenbach feat. Norma Jean Martine)
- 2021: Touch My Body[3]
- 2021: Eyes & You (mit Hugel)
- 2021: Love So Sweet
- 2021: Lucky (mit Cheat Codes & Kiddo)
- 2022: Nichts Mehr Zu Sagen (mit Max Giesinger)
- 2022: Fever (mit Hugel)
- 2022: Is It Love (mit Camylio)
- 2022: 1981[4]
- 2022: System Overload (mit Camden Cox)
- 2022: You Spin Me Right Round (mit Late9)
- 2023: Free
- 2023: Right Now (mit Ian Asher)
- 2023: Everyday (mit Jem Cooke)
- 2023: Farwell
- 2023: Major Lazer (mit KSHMR)
- 2023: Get Away (mit Tenchi & Raphaella)
- 2023: Remedy (mit Matt Sassari & Migi Dela Rosa)
- 2023: Throw Me Out The Club (mit Norma Jean Martine)
- 2023: You Will See
- 2024: Move Your Body
- 2024: Gypsy Woman (mit Stolen Gin)
- 2025: Daydream (mit Theresa Rex)

### Remixe
- 2018: Dan + Shay – Tequila
- 2018: Backstreet Boys – Don’t Go Breaking My Heart
- 2018: HUGEL & Taio Cruz – Signs
- 2018: Ofenbach feat. Benjamin Ingrosso – Paradise
- 2019: Robin Schulz feat. Erika Sirola – Speechless
- 2021: Robin Schulz & Felix Jaehn feat. Alida – One More Time
- 2021: Sabrina Carpenter – Skin
- 2022: Snakehips feat. Bryce Vine – Water[5]
- 2022: Nathan Evans – The Last Shanty
- 2023: Free Like The Ocean - Rea Garvey
- 2023: Lovesick - Nono
- 2024: Wrong Way - Two Friends & Alexander Stewart
- 2024: Without You - Kygo
- 2024: I Wanna Thank Me - Meghan Trainor & Niecy Nash

### Songwriting & Produktionen
- 2016: #Zwilling für Die Lochis (Songwriting und Produktion)
- 2017: 365 Tage für Wincent Weiss (Songwriting)
- 2018: Paradise für Ofenbach feat. Benjamin Ingrosso (Songwriting und Co-Produktion)
- 2018: Kartenhaus für Kayef feat. Prinz Pi (Songwriting und Produktion)
- 2018: Die Liebe Kommt Niemals Aus Der Mode für Michelle (Songwriting)
- 2018: Traumzone für toksï feat. Dardan (Songwriting)
- 2018: Ballons für Alexander Knappe (Songwriting)
- 2019: Alice für Jack Curley (Songwriting und Produktion)
- 2019: Gold Baby für leShuuk (Songwriting und Produktion)
- 2019: Diablo für ILIRA & Juan Magán (Songwriting und Co-Produktion)
- 2019: Dreamcatcher für Schiller & Jhyve (Songwriting)
- 2019: Comfort Zone mit Alle Farben (Songwriting und Co-Produktion)
- 2019: Different for Us für Alle Farben feat. Jordan Powers (Songwriting und Co-Produktion)
- 2019: Insane für Ofenbach (Songwriting und Co-Produktion)
- 2020: The Passenger für LUM!X × MOKABY & D.T.E × Gabry Ponte (Co-Production)
- 2020: Damn Damn für LeShuuk & D.T.E (Songwriting und Co-Produktion)
- 2020: Liebe & Krieg für Ela (Songwriting)
- 2020: Ehrlich Kompliziert für Ela (Songwriting)
- 2020: Sanduhr für Kaled (Songwriting)
- 2020: Head Shoulders Knees & Toes mit Ofenbach (Songwriting & Co-Production, Artist)
- 2020: Cookie Dough[6] mit Dubdogz (Songwriting und Co-Produktion, Artist)
- 2021: Echo für YVES V (Songwriting & Co-Produktion)
- 2021: More Then I Can Say für Gamper & Dadoni & D.T.E (Co-Production)
- 2021: Hurricane für Ofenbach & Ella Henderson (Songwriting & Co-Production)[7]
- 2021: Back To Life für Hugel (Songwriting und Co-Produktion)
- 2022: Peace für Nico & Vinz (Songwriting und Co-Produktion)
- 2023: Too Late For Love für 3LAU (Songwriting und Co-Produktion)
- 2023: Friends für Bassjackers & Showtek (Songwriting und Co-Produktion)
- 2022: Wanna Give You Love für D.T.E (Songwriting und Co-Produktion)
- 2024: 1975 für YouNotUs & Mike Williams (Songwriting und Co-Produktion)
- 2024: Heaven In My Hands für Matoma (Songwriting und Co-Produktion)
- 2024: Giants für Declan J Donovan (Songwriting und Co-Produktion)
- 2024: Never Let Go für WOOSUNG (Songwriting und Co-Produktion)
- 2024: Carousel für Wankelmut (Songwriting und Co-Produktion)

## Auszeichnungen für Musikverkäufe
| Goldene Schallplatte - Dänemark - 2021: für die Single Head Shoulders Knees & Toes - Kanada - 2021: für die Single Head Shoulders Knees & Toes Platin-Schallplatte - Belgien - 2021: für die Single Head Shoulders Knees & Toes - Italien - 2021: für die Single Head Shoulders Knees & Toes | 3× Platin-Schallplatte - Polen - 2021: für die Single Head Shoulders Knees & Toes Diamantene Schallplatte - Frankreich - 2022: für die Single Head Shoulders Knees & Toes |

Anmerkung: Auszeichnungen in Ländern aus den Charttabellen bzw. Chartboxen sind in ebendiesen zu finden.
| Land/RegionAuszeichnungen für Musikverkäufe (Land/Region, Auszeichnungen, Verkäufe, Quellen) | Gold     | Platin     | Diamant  | Verkäufe | Quellen           |
| -------------------------------------------------------------------------------------------- | -------- | ---------- | -------- | -------- | ----------------- |
| Belgien (BRMA)                                                                               | —        | Platin1    | —        | 40.000   | ultratop.be       |
| Dänemark (IFPI)                                                                              | Gold1    | —          | —        | 45.000   | ifpi.dk           |
| Deutschland (BVMI)                                                                           | Gold1    | Platin1    | —        | 600.000  | musikindustrie.de |
| Frankreich (SNEP)                                                                            | —        | —          | Diamant1 | 333.333  | snepmusique.com   |
| Italien (FIMI)                                                                               | —        | Platin1    | —        | 70.000   | fimi.it           |
| Kanada (MC)                                                                                  | Gold1    | —          | —        | 40.000   | musiccanada.com   |
| Österreich (IFPI)                                                                            | —        | 3× Platin3 | —        | 90.000   | ifpi.at           |
| Polen (ZPAV)                                                                                 | —        | 3× Platin3 | —        | 60.000   | olis.pl           |
| Insgesamt                                                                                    | 3× Gold3 | 9× Platin9 | Diamant1 |          |                   |